# فيليكس بيترمان
فيليكس بيترمان (بالألمانية: Felix Petermann)‏ (و. 1984  م) هو لاعب هوكي الجليد ألماني، ولد في ماركت أوبردورف، مركز لعبه هو مدافع ‏.

## روابط خارجية
- فيليكس بيترمان على موقع EliteProspects.com (الإنجليزية)
- فيليكس بيترمان على موقع Eurohockey.com (الإنجليزية)
- فيليكس بيترمان على موقع HockeyDB.com (الإنجليزية)